# Шевляков, Василий Петрович
Василий Петрович Шевляков (род. 1935) — советский работник приборостроительной отрасли, Герой Социалистического Труда (26.04.1971).
Родился в Воронежской области в селе Дубровка.
Окончил среднюю школу, служил в армии (танкист), работал в колхозе.
Затем уехал в Хабаровск и поступил учеником токаря в механический цех судостроительного завода. Работал токарем, строгальщиком. Награждён орденом Трудового Красного Знамени (июль 1966).
Указом Президиума Верховного Совета СССР от 26 апреля 1971 года присвоено звание Героя Социалистического Труда - за выдающиеся заслуги в выполнении заданий пятилетнего плана.
Заочно окончил судомеханический факультет Новосибирского института инженеров водного транспорта (НИИВТ), после чего работал в Красноярске.
В 1980 г. переехал в п. Сосенский Козельского района Калужской области. Работал мастером цеха нестандартного оборудования Сосенского приборостроительного завода, в 1981-1988 возглавлял профком.
В 1999 г. вышел на пенсию. С 2002 г. живет в г. Реутов (Московская область).
Жена (с 1960) - Людмила Ильинична.